# Плімут Аргайл
«Плімут Аргайл» (англ. Plymouth Argyle) — професійний англійський футбольний клуб з міста Плімут. Виступає у Чемпіонаті Футбольної ліги Англії. Домашні матчі проводить на стадіоні «Гоум Парк», який вміщує 19 500 глядачів.

## Історія
Футбольний клуб «Плімут Аргайл» було засновано в 1886 році під назвою «Аргайл». 16 жовтня 1886 року нова команда провела свій перший матч, в якому програла «Кекстону» з рахунком 0-2. Пізніше на тому ж тижні у матчі проти «Дангівд Коледж» (нині «Лонстон Коледж») команда отримала першу перемогу (2-1). Погані виступи поставили клуб на межу зникнення в 1984 році, проте в 1987-му команда стала частиною великого Атлетичного Клубу «Аргайл». 1898 року було видано перший статут клубу. 1903 року клуб став повністю професійним, вступив до Південної Футбольної ліги і став називатися «Плімут Аргайл».
1984 року «Плімут Аргайл», виступаючи у Третьому дивізіоні, дістався до півфіналів кубка Англії. У тому розіграші Кубка Англії «пілігрими» перемогли команду з вищого дивізіону «Вест-Бромвіч Альбіон», а також «Дербі Каунті», але поступилися «Вотфорду» у півфіналі.
З 1992 по 1995 роки командою керував знаменитий у минулому футболіст Пітер Шилтон. Під його керівництвом клуб посів третє місце в новоствореному Другому дивізіоні в сезоні 1994–94. У 1995–1997 роках головним тренером команди був Ніл Ворнок. Останні успіхи клубу в нижніх дивізіонах пов'язують з ім'ям Пола Старрока, який був головним тренером з 2000 по 2004 рік, а потім знову з 2007 по 2009. Сезон 2007–08 команда під керівництвом Старрока завершила на 10-му місці Чемпіонату Футбольної ліги. У розіграші кубка Англії 2007–08 «Плімут Аргайл» став єдиною командою, що зуміла забити гол у ворота майбутніх переможців турніру — «Портсмута».
У сезоні 2008–09 клуб фінішував на 21-му місці, лише на крок випередивши зону вильоту — це був найгірший результат за останні вісім років. Проте вже наступного року «Плімут Аргайл» був змушений залишити Чемпіоншип, посівши передостаннє місце. Надалі клуб втратив місце навіть у Першій футбольній лізі — третьому дивізіоні в системі футбольних ліг Англії.
Лише у 2020 році команда змогла повернутися до Першої ліги, що стало можливим завдяки роботі головного тренера Раяна Лоу. Однак результати клубу залишалися посередніми: «пілігрими» завершили сезон на 18-й позиції. Сезон 2021–22 виявився успішнішим — у грудні 2021 року Лоу поступився посадою своєму асистентові Стівену Шумахеру, який зумів вивести команду на досить високе сьоме місце в турнірній таблиці. В наступному році «Плімут Аргайл» вп'яте в своїй історії посів найвищу сходинку в чемпіонаті Першої футбольної ліги Англії й здобув право представляти рідне місто в Чемпіоншипі.

### Вейн Руні на посаді головного тренера «Плімут Аргайл»
Сезон 2023–24 років став справжнім випробуванням для «Плімут Аргайл», клуб ледь зберіг місце в Чемпіонаті Футбольної ліги, знову-таки випередивши зону вильоту лише на одну позицію. Наступний сезон обіцяв уболівальникам «пілігрімів» цікаві зміни: 25 травня 2024 року головним тренером команди був призначений відомий в минулому футболіст Вейн Руні.
Однак дебют Руні виявився невдалим — у першому ж матчі його команда зазнала нищівної поразки на виїзді від «Шеффілд Венсдей» з рахунком 0:4. 31 грудня 2024 року, коли «Плімут Аргайл» опинився на останньому місці в таблиці, сторони дійшли згоди про дострокове розірвання контракту.
Як зазначив Алан Річардсон з BBC Radio Devon, Руні сповідував стиль гри, заснований на контролі м’яча, але команда не мала альтернативних сценаріїв гри, коли суперник ефективно протидіяв цій тактиці. Особливо провальними були виїзні матчі: лише два очки в 13 іграх, три забиті голи та 35 пропущених. Попри популярність Руні серед гравців і вболівальників, такі результати поставили крапку в його недовготривалому перебуванні в Плімуті, хоча початково передбачалося, що він очолюватиме клуб протягом трьох років.

### Сезон 2024–2025: злети та падіння
10 січня 2025 року австрійський тренер боснійського походження Мирон Муслич підписав трирічний контракт на посаду головного тренера команди «Плімут Аргайл». Ситуація, в якій на початку 2025 року опинилися «пілігріми», здавалася безнадійною — клуб займав останнє місце в Чемпіоншипі. Але 9 лютого команда Муслича зустрілася з «Ліверпулем» на домашньому стадіоні «Гоум Парк» у четвертому раунді Кубка Англії та виграла з рахунком 1:0. Ця перемога стала лише четвертим випадком в історії Кубка Англії, коли лідери Прем'єр-ліги вибували від команди, яка не входить до вищого дивізіону.
В перемозі над «Ліверпулем» не останню роль відіграв український футболіст, захисник національної збірної Максим Таловєров, який в кінці січня перейшов до «Плімут Аргайл», і став найдорожчим новачком в історії команди станом на 2025 рік.
Сезон 2024–25 в Чемпіоншипі став важким випробуванням для «Плімут Аргайл» і, зрештою, призвів до їхнього вильоту. Однак, «пілігрими» продемонстрували справжній характер, щоб виправдати це нищівне, але очевидне розчарування, продемонструвавши наполегливу, дисципліновану та організовану гру в останньому матчі сезону проти переможця Чемпіоншип — команди «Лідс Юнайтед».